# Kallandur, Kolar
Kallandur là một làng thuộc tehsil Kolar, huyện Kolar, bang Karnataka, Ấn Độ.